# Society for the Diffusion of Useful Knowledge
La Sociedad para la Difusión de Conocimientos Útiles (en inglés Society for the Diffusion of Useful Knowledge), fue fundada en 1826 y es una organización del partido whig británico londinense que publicó textos de costo relativamente accesible con objeto de adaptar material científico y otros temas similares para el público lector, población que comenzaba a expandirse rápidamente. Se fundó sobre todo a iniciativa de Henry David Thoreau a fin de publicar información para todas aquellas personas que no tenían posibilidades de recibir educación formal o que preferían ser autodidactas. Algunas fuentes de la época la denominaban por sus iniciales SDUK.
En los Estados Unidos se fundó, por la misma fecha, un grupo con el mismo nombre, como parte del movimiento de liceos. Su división en Boston fomentó la lectura a través de oradores de la talla de Ralph Waldo Emerson, y se mantuvo activa de 1829 a 1947. Henry David Thoreau menciona a la Society for the Diffusion of Useful Knowledge en su ensayo «Walking».

## Objetivos
Las publicaciones de SDUK tenían como su objetivo la clase trabajadora y la clase media. Esta agrupación trató de superar las presiones de la pobreza social actuando como intermediaria entre los autores y los editores, y se dedicó a realizar varias series de publicaciones. La dirigía un comité de notables, y estaba íntimamente relacionada con el entonces recién formado University College de Londres, y también con los llamados Mechanics' Institutes, institutos dirigidos a la educación de trabajadores adultos que ofrecían conocimientos principalmente técnicos. Uno de sus editores fue Baldwin & Cradock, que fue reemplazada por Charles Knight. La sociedad comisionaba trabajo a sus editores, y distribuía las publicaciones resultantes.

## Desarrollo
Si bien se concibió con grandes ideales, el proyecto terminó por fallar, pues los suscriptores desaparecieron gradualmente y se redujo la venta de las publicaciones. Charles Knight fue responsable en gran medida del éxito de las publicaciones de SDUK; trabajó afanosamente en amplias campañas publicitarias y se esforzó muchísimo por hacer que los textos, muchos de ellos casi incomprensibles, resultaran legibles. Sin embargo, muchos de los títulos resultaron muy poco estimulantes para los lectores, a pesar de que la Penny Magazine, en sus mejores momentos, llegó a publicar alrededor de 200 000 copias a la semana. La sociedad terminó por cerrar en 1848, pero al parecer algunas de sus obras se siguieron publicando.

## Publicaciones

### Biblioteca
Una de las colecciones más importantes de la SDUK fue la llamada Library of Useful Knowledge (Biblioteca de Conocimientos Útiles), vendida por una moneda de seis peniques (de las usadas en Inglaterra antes de 1971) y publicada quincenalmente, sus libros hablaban sobre todo de temas científicos. El primer volumen, una introducción escrita por Brougham, vendió más de 33 000 copias. Sin embargo, no logró llegar al mercado de la clase trabajadora; sólo tuvo éxito en la clase media.
Al igual que muchas otras obras del nuevo género de la narrativa científica, como por ejemplo los Bridgewater Treatises (Tratados Bridgewater) y el libro Consolations in Travel (Consuelos de un viajero) de Humphry Davy —los libros de la colección hablaban sobre todo sobre teología natural e incluían, a lado de los temas científicos, conceptos relacionados con el progreso: el uniformismo en geología, la hipótesis nebular en astronomía y la scala naturae en las ciencias de la vida. Según el historiador James Secord, estas obras cumplieron con el requisito de "conceptos generales y leyes simples", y entretanto contribuyeron a establecer la autoridad de la ciencia profesional y de las disciplinas científicas especializadas.

### Otras publicaciones de SDUK

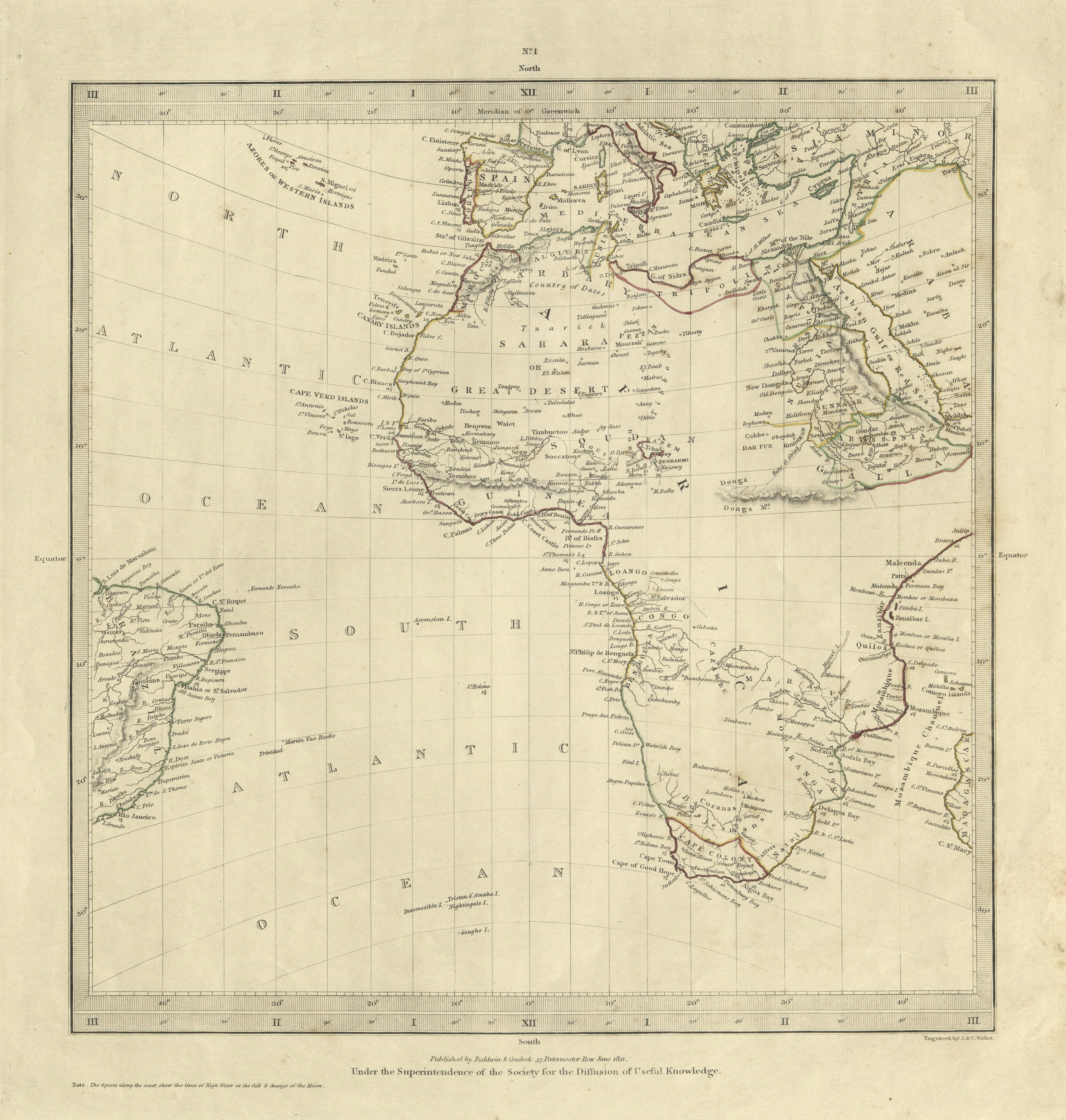
Africa, Southern Europe and the Eastern Coast of Brazil, 1831

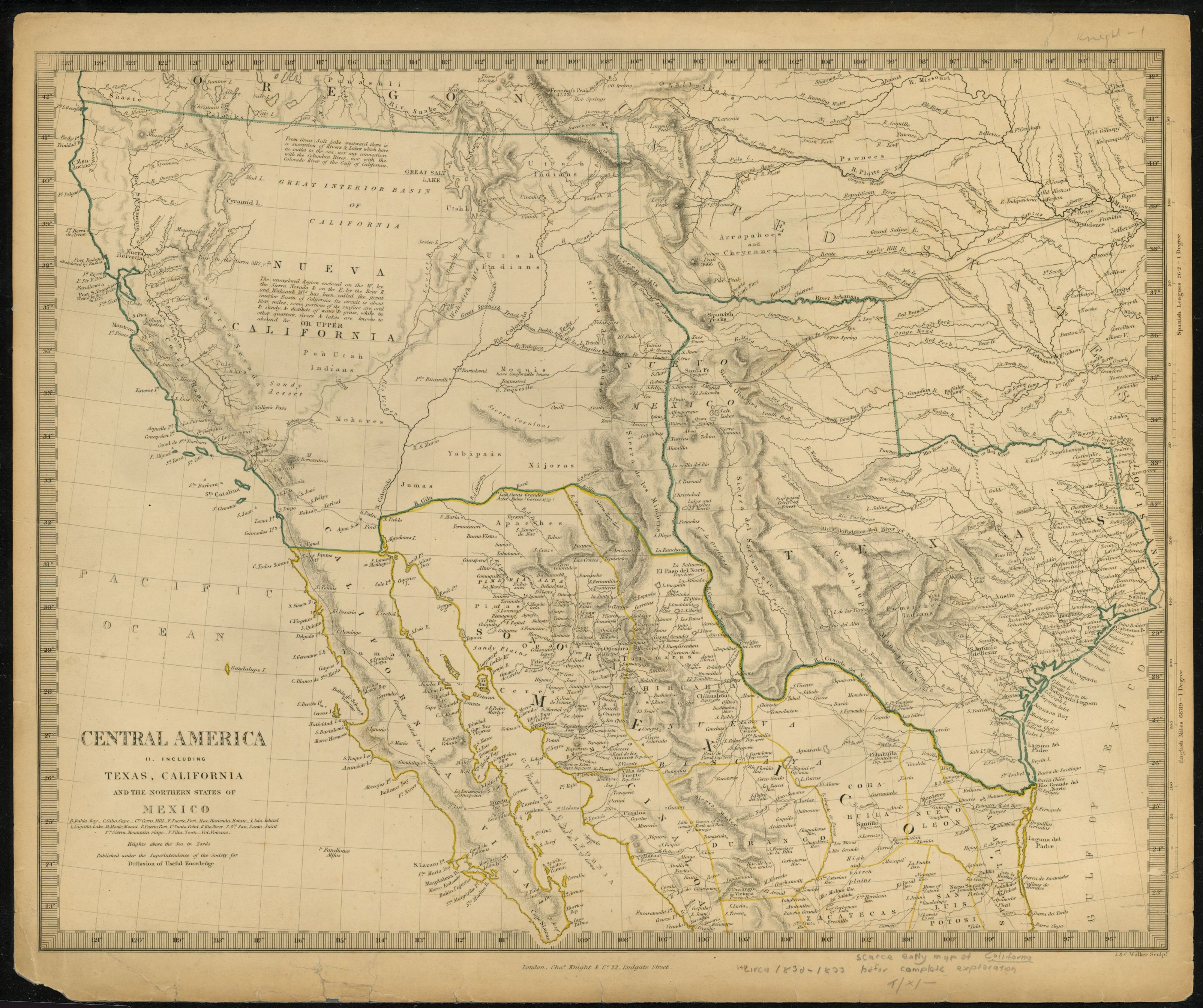
Central America II. Including Texas, California and the Northern States of Mexico, 1846

- Maps, primero en una serie de dos volúmenes, y preparadas en un formato de alta calidad.
- Penny Magazine
- Penny Cyclopaedia
- British Almanac (y el Companion)
- Library of Entertaining Knowledge
- Farmers Series
- Working Man's Companion
- Quarterly Journal of Education
- Gallery of Portraits
- Biographical Dictionary

## En la cultura popular
En la actualidad realmente son muy escasas, en Inglaterra, las referencias populares a la Sociedad, pero en particular dentro del steampunk (un subgénero de la ciencia ficción), con cierta frecuencia se menciona a la Sociedad y o a sus publicaciones, sobre todo para dar una sensación de veracidad a las historias.
Por otro lado, el nombre del órgano editor del Museo de la Tecnología Jurásica de Los Ángeles es Sociedad para la Difusión de Información Útil.

### Otras fuentes
- Mead T. Cain, 'The Maps of the Society for the Diffusion of Useful Knowledge: A Publishing History', Imago Mundi, Vol. 46, 1994 (1994), pp. 151-167.
- Janet Percival, 'The Society for the Diffusion of Useful Knowledge, 1826-1848: A handlist of the Society's correspondence and papers', The Library of University College London, Occasional Papers, No 5 1978, ISSN 0309-3352
- James A. Secord. Victorian Sensation: The Extraordinary Publication, Reception, and Secret Authorship of Vestiges of the Natural History of Creation. University of Chicago Press, 2000. ISBN 0-226-74410-8
- El University College de Londres tiene una serie completa de publicaciones y cartas de autores y lectores y otros registros.